# Monaster Ghighiu
Monaster Ghighiu (rum: Mănăstirea Ghighiu) – rumuński klasztor prawosławny położony w Ghighiu, koło Ploeszti, w okręgu Prahova, w Rumunii..
Klasztor jest wpisany na listę obiektów zabytkowych pod numerem PH-II-a-A-16504.